# Bergslagstroll
Bergslagstroll är en dikt av Gustaf Fröding ur diktsamlingen Nya dikter från 1894, där den ingår i avdelningen "Från Värmland". Dikten förväxlas ofta med Ett gammalt bergtroll i Stänk och flikar.

## Handling
I diktens sex åttagradiga strofer berättar Ola om hur han och kamraten Pär vaktar sin kolmila en natt vid Västanåmyra. Vid fyratiden på morgonen dundrar det till och de får de besök av stora troll. De två kolarna gömmer sig och ser hur trollen slår sig ner och lagar mat över den heta kolmilan. De steker tackjärn, kokar soppa på klackjärn och "mumsade på plog som på höns eller får." Efter måltiden början trollen dansa och det är som att se hus och kyrkor dansa.
Ett troll upptäcker Ola och konstaterar nöjt att "här ligger litet gubbkött". Till sin lättnat ser Ola att solen går upp och när han utbrister "det är ljusande dan" blir trollen vettskrämda och tar till flykten. Ola konstaterar att trollen är lika rädda för solen, som han själv är för att ljuga.

## Inspiration
Bergslagstroll tillhör det fåtal dikter där Fröding har hämtat inspiration från de hallucinationer han ibland hade i samband med sina svåra alkoholism. Mauritz Hellberg, Frödings vän och kollega på Karlstads-Tidningen, berättar om en episod från sommaren 1892, då han av personalen på Viktoria Hotel kallats till Kristiania (nuvarande Oslo) för att ta om hand sin vän. På hotellrummet fann han Fröding "redlös i sängen, uppsvullen i ansiktet och med en konjaksbutelj på bordet bredvid sig". Fröding berättade om de syner han haft under sina hallucinationer:
Stundtals hade han fått de sällsammaste visioner, somliga så groteska och löjliga att han måst skratta högt för sig själv [...]. Så hade han en gång sett framför sig en samling stora, grova, svarta smeder, som glödgat och smält järn i sin smedja och alltemellanåt slagit sig ned omkring städet och hållit ett festmål - på järnet: de hade bitit stora stycken av de röda stängerna och tuggat och mumsat på dem med glupsk aptit, och de hade lyft upp ämbar fyllda med trögflytande, vitfräsande massa till munnen och druckit långa, djupa klunkar - ha, det var starkt! - hade han hört dem säga och liksom känt hur helvetesdrycken måste riva dem i halsen.
"Kanske kan det bli dikter av dessa syner" funderade Fröding. Hellberg kände igen be beskrivna hallicunationerna i Bergslagstrolls fjärde strof:
”De satte sig kring milan och stekte sitt tackjärn
och kokade sig soppa på spikar och klackjärn
och mumsade på plog som på höns eller får.
De dansade kring milan, det var som en hoppdans
med kyrkor i polskdans och hus i galoppdans,
det var som ett dön som när guffarn går.
Och nog har jag vandrat och varit in i stan

men aldrig såg jag maken till dansgille,” sa’n.

## Språk
Dikten är skriven på standardsvenska med starka dialektala och talspråkliga inslag. Titeln "Bergslagstroll" antyder en koppling till Bergslagen och östra Värmland, men de dialektala inslagen och även referensen Bogens kyrka ("somma var så stora som kyrkan i Bogen") placerar den i västra Värmland.

## Övrigt
Dikten har gett namn åt gatan Olas väg i stadsdelen Kronoparken i Karlstad.